# Campagna di Latakia (2015)
La campagna di Latakia del 2015 è una serie di operazioni militari svolte dall'esercito siriano nella regione a nord del governatorato di Latakia, al confine con la Turchia, contro le milizie ribelli nel contesto della guerra civile siriana. L'offensiva inizia il 13 novembre ed è tuttora in corso.
Obiettivo della campagna è riportare l'intero governatorato sotto il controllo governativo, allontanando i miliziani ribelli dalle postazioni che minacciano le cittadine costiere dove è concentrata la maggior parte della popolazione di religione alawita e sono presenti le basi militari russe. Per questo motivo le truppe di terra siriane vengono pesantemente supportate dall'aviazione russa.
Nella regione oggetto degli scontri è presente una numerosa comunità di etnia turcomanna largamente solidale alla ribellione e sostenuta apertamente dalla Turchia. In questo contesto si verifica l'abbattimento di un aereo russo che provoca una forte crisi diplomatica tra i due Paesi.

## Antefatti
Il governatorato di Latakia, nel corso della guerra civile, era già stato teatro di due precedenti offensive, sempre guidate da milizie jihadiste. La prima, ad agosto 2013, permette ai ribelli di controllare il confine turco e conquistare la regione montuosa intorno a Salma, che diventa la roccaforte ribelle nell'area.
La seconda offensiva, lanciata a marzo 2014, ha come obiettivo l'ultimo valico di confine tra Siria e Turchia ancora in mano governativa, nei pressi della cittadina di Kesab. L'iniziale avanzata jihadista viene tuttavia bloccata dall'esercito che riesce a recuperare parte del territorio perso.
Nel settembre 2015 il governo russo invia uomini e mezzi a Latakia con l'intenzione di ampliare la propria presenza in Siria, allargare la base navale di Tartus e costruire un nuovo aeroporto. Quando, a ottobre, l'aviazione russa inizia i raid aerei a sostegno del governo siriano, il fronte di Latakia diventa di conseguenza l'obiettivo primario delle nuove operazioni militari.

## L'offensiva governativa
Il 13 novembre 2015 comincia l'offensiva governativa sostenuta da pesanti raid aerei russi. L'attacco si sviluppa su tre assi principali: la strada M4 che collega Latakia ad Aleppo (sudovest del fronte), la regione del Jabal al-Turkman (nordovest al confine turco) e la regione del Jabal al-Arkad (est al confine con la Piana di al-Ghab). I combattimenti si svolgono principalmente in un ambiente montagnoso e ricco di foreste. Gli scontri sono quindi molto violenti e caratterizzati da agguati e combattimenti per la conquista di ogni collina.
Nei primi 5 giorni, le truppe regolari siriane riescono a conquistare i centri abitati di Ghamam, Dayr Hanna, al-Dughmishlyia e Zuwayk lungo la M4, allontanando la linea del fronte dalla città di Latakia.
Il 23 novembre si attiva il fronte a est: l'esercito siriano risale le colline partendo dalle postazioni nella Piana di al-Ghab e conquista 6 picchi, tra cui Tal Al-Rashwan e Ketf al-Ghadr.
Il 25 novembre le truppe regolari siriane attaccano le colline nel Jabal al-Turkman riuscendo a conquistare il Monte Zahi e la cittadina di Ateera. La penetrazione dell'esercito in pieno territorio turcomanno scatena la reazione della Turchia che, accusando la Russia di avere sconfinato nel suo territorio, abbatte un bombardiere russo Sukhoi Su-24 con la propria aviazione. Dei due piloti, uno viene ucciso dai ribelli in fase di discesa con il proprio paracadute e l'altro viene tratto in salvo grazie a un'operazione di forze speciali siriane e Hezbollah. In risposta, nei giorni successivi, l'intero Jabal al-Turkman viene sottoposto a raid aerei russi estremamente violenti.
A inizio dicembre le operazioni militari si concentrano sul fronte est, dove l'esercito siriano entra nel Jabal al-Arkad e assume il controllo di numerose colline. In particolare viene conquistato il Jubb Al-Ahmar e la cittadina di Arafat.
Il 5 dicembre il fronte ribelle cede nel Jabal al-Turkman, dove le truppe siriane riescono a penetrare in profondità e assumere il controllo di una fetta del confine turco e 75 km/q di territorio ribelle.
Il 7 dicembre viene conquistata la cittadina di Ikko nel Jabal al-Arkad e il 15 l'intero Jabal al-Nuba lungo la M4.
A fine dicembre l'esercito siriano è riuscito a posizionarsi in modo da avvicinarsi alla roccaforte di Salma da tutte le direttrici, costringendo i ribelli ad allestire linee di difesa su un fronte molto ampio.
Una nuova serie di offensive governative sulle 3 direttrici d'attacco vengono fatte scattare all'inizio del gennaio 2016: lungo l'autostrada M4 viene conquistato il villaggio di Qassab, insieme ad alcune alture circostanti, nel Jabal al-Turkman l'esercito in un solo giorno conquista 6 villaggi, compreso Saraf, e diverse alture e nel Jabal al-Arkad, il 9 gennaio, i ribelli sono costretti a cedere gli strategici villaggi di Kadin e Mughayriyah, che si trovano pochi chilometri a est di Salma. Soprattutto grazie a quest'ultimo successo, l'esercito siriano riesce bombardare la principale roccaforte ribelle con l'artiglieria e minaccia di accerchiare la città.

## La conquista di Salma
A seguito delle conquiste di inizio gennaio e al pesante impiego dell'aviazione russa, le forze di difesa sirane, insieme con le milizie alleate, riescono a conquistare la cittadina di Tartiyah, situata su una collina a est della città. I ribelli, ormai accerchiati, decidono di abbandonare Salma e ritirarsi sulle colline a nord. La sera del 12 gennaio, l'esercito siriano entra in città, riassumendone il controllo dopo 4 anni.
La caduta di Salma provoca un effetto domino nell'area circostante, dove i ribelli non riescono a strutturare una seconda linea di difesa. Si apre quindi una nuova direttrice d'attacco (da sud a nord) che permette all'esercito di conquistare nei giorni immediatamente successivi 7 altri villaggi.

## La conquista del Jabal al-Turkman
Il 16 gennaio l'esercito siriano sviluppa una nuova offensiva da ovest, a sostegno delle truppe che avanzano da Salma. Temendo di venire accerchiati, i ribelli oppongono una timida resistenza, ritirandosi verso il confine turco, oppure verso Jisr al-Shughur. Di conseguenza le truppe governative conquistano in un solo giorno 6 villaggi.
Dalle nuove posizioni conquistate, l'esercito siriano, organizza l'attacco all'ultima roccaforte ribelle rimasta nel governatorato: Rabia. Tra il 21 e 24 gennaio vengono occupate le colline e i villaggi intorno alla cittadina. La sera del 24, a seguito di un imponente bombardamento aereo russo, le truppe siriane riescono ad entrare e prenderne possesso.  La conquista di Rabia permette il sostanziale controllo del Jabal al-Turkman, elimina ogni possibilità di difesa dei ribelli nel governatorato di Latakia e permette alle truppe siriane di creare una testa di ponte per un futuro attacco al governatorato di Idlib.
La conquista di Salma e Rabia rappresenta uno dei successi più importanti per il governo di Bashar al-Assad dall'inizio dei raid aerei russi nel settembre 2015. Inoltre evidenzia la situazione di profonda difficoltà dei ribelli nel nord-ovest del Paese. Alcuni leader ribelli attribuiscono la sconfitta ad una sostanziale mancanza di uomini al fronte, causata dai frequenti scontri tra formazioni ribelli e alla priorità attribuita al fronte di Aleppo.